# Mouvement français des plieurs de papier
Le Mouvement français des plieurs de papier, également connu sous le sigle MFPP, est une association loi de 1901 fondée en France en 1978 dans le but de promouvoir la créativité, l'expression artistique et la communication à travers la pratique de l'origami. Elle est liée à toutes les associations nationales de pratique de l'origami des autres pays.

## Actions
L'association édite depuis 1979 une revue trimestrielle, Le Pli  (ISSN 0246-2656). De plus elle édite des collections, comme Le ticket plié (1983)/Le ticket replié (1994). L'association a entrepris en 2016 l'édition d'une nouvelle collection L’art du pliage de papier, Techniques et pratiques de l'origami : Origami Gourmand (2016), Origami du vivant (2017), Origami fantastique (2018) et À vos papiers ! (2019) .
Elle organise une convention annuelle Les Rencontres de mai se déroulant sur quatre jours pendant le weekend de l'Ascension, et qui donnent lieu à un livret de convention, c'est-à-dire une compilation de diagrammes proposés par différents créateurs, dont les créateurs invités.
Depuis 2015, l'association soutient l’organisation d’une journée d'ateliers à Marcoussis organisée par la maison pour tous de Marcoussis.
Elle organise aussi des réunions hebdomadaires de pliage à son siège social et bimensuelles dans son groupe local de Toulouse.